# پیپو رودریگس
ماوریسیو آلونسو "پیپو" رودریگس لیندو (اسپانیایی: Pipo Rodríguez‎؛ زادهٔ ۱۲ سپتامبر ۱۹۴۵) بازیکن و مربی فوتبال اهل السالوادور بود.
وی همچنین در تیم ملی فوتبال السالوادور بازی کرده‌است.